# She Shook Me Cold
Pistes de The Man Who Sold the World
Saviour Machine
(6) The Man Who Sold the World
(8)
She Shook Me Cold est une chanson écrite par David Bowie en 1970 pour l'album The Man Who Sold the World. Sur des arrangements de type hard rock, son texte émaillé d'allusions à la fellation raconte une relation sexuelle entre le narrateur et une femme. 

## Description
Le titre provisoire de la chanson, Suck,, en laisse transparaître bien plus explicitement le sujet : un homme raconte sa rencontre avec une femme, et la fellation qui s'ensuit. Le narrateur se présente comme un Don Juan insatiable, qui ne compte plus les filles qu'il a déflorées, et trouve ici une partenaire dont la libido surpasse la sienne. Un fond très hétérosexuel donc, qui contraste avec la rencontre homosexuelle décrite dans la première piste de l'album et par le portrait de Bowie en longue robe de Mr. Fish sur la pochette du disque. 
Son style musical est qualifié de « heavy-metal pur et dur » par le magazine Rolling Stone en 2016. On sent notamment dans la guitare solo de Mick Ronson l'influence du hard rock de Cream, Led Zeppelin et Jeff Beck. Morceau le plus heavy rock de la discographie de Bowie, il est considéré comme une réponse du groupe à Led Zeppelin qui, tout comme Jeff Beck, avait repris un blues de Willie Dixon et J.B. Lenoir intitulé You Shook Me. D'autres y voient une copie de (ou un hommage à) Voodoo Chile de Jimi Hendrix. Quoi qu'il en soit, ce n'est pas une pièce majeure de l'album. 
Bien que seul Bowie soit crédité comme auteur-compositeur, il est possible qu'elle ait été composée lors de jams par l'ensemble des musiciens, voire par le seul Mick Ronson à en croire des déclarations du producteur Tony Visconti,. 

## Enregistrement
La version publiée de la chanson est enregistrée le 1er mai 1970 aux studios Trident de Soho (Londres) par David Bowie & The Hype (son groupe d'alors). 

## Reprises
- Skin Yard - Skin Yard (1986)
- Pain Teens - Born in Blood (1990)

## Interprètes
- David Bowie : chant
- Mick Ronson : guitare électrique
- Tony Visconti : basse
- Woody Woodmansey : batterie